# Det fria ordets hus
Det fria ordets hus är en kommunal kulturverksamhet i Växjö, med inriktning mot litteratur och yttrandefrihet.
Det fria ordets hus kulturscen invigdes 4 juni 2014 och inrymdes då, tillsammans med sitt kansli, i en tidigare disponentvilla från 1902 i området Ringsberg–Kristineberg. Till följd av nedskärningar inom kommunala kulturverksamheter, avvecklades Det fria ordets hus i sin ursprungliga form och dess kulturscen förlades till Växjö konsthall år 2020, efter diskussioner om både Det fria ordets hus och Växjö konsthalls framtid. Nyöppningen ägde rum 19 september 2020.